# Jaroslav Balaštík
Jaroslav Balaštík (* 28. November 1979 in Uherské Hradiště, Tschechoslowakei) ist ein ehemaliger tschechischer Eishockeyspieler, der über viele Jahre beim HC Zlín in der Extraliga unter Vertrag stand und mit diesem zweimal die tschechische Meisterschaft gewann. In der National Hockey League absolvierte er 66 Partien für die Columbus Blue Jackets.

## Karriere
Balaštík begann seine Karriere beim tschechischen Erstligisten HC Zlín, für den er 1997 sein Debüt in der Extraliga gab. Während des NHL Entry Draft 2002 wurde er von den Columbus Blue Jackets in der sechsten Runde and 184. Stelle ausgewählt, spielte aber bis 2005 für seinen Heimatclub. In der Saison 2003/04 gewann er mit seinem Team die tschechische Meisterschaft und wurde als bester Stürmer ausgezeichnet.
Vor der Saison 2005/06 holten ihn die Blue Jackets in ihr Farmteam Syracuse Crunch, wurde aber schon nach wenigen Spielen in den NHL-Kader der Blue Jackets berufen. Dort spielte er bis zum Ende der Saison und war vor allem mit sechs von neun verwandelten Shootoout-Penalties erfolgreich. In der folgenden Saison wurde er sowohl in der NHL, als auch in der AHL eingesetzt. Im Dezember 2006 wurde Balaštík vom schwedischen Erstligisten HV71 Jönköping verpflichtet, wo er auf seinen Landsmann Jan Hrdina traf, mit dem er schon bei den Blue Jackets in der NHL zusammen gespielt hatte.
Vor der Saison 2007/08 kehrte er nach Tschechien zu seinem Heimatklub, der inzwischen in RI Okna Zlín umbenannt wurde, zurück. Für die Saison 2011/12 wurde er an Zlíns Ligarivalen BK Mladá Boleslav ausgeliehen und bekleidete dort das Kapitänsamt. Anschließend kehrte er zum HC Zlín zurück. 2014 gewann er mit dem Klub die tschechische Meisterschaft und wurde im Verlauf der Saison 2014/15 an die Bílí Tygři Liberec ausgeliehen. Im August 2015 beendete er seine Karriere.

### International
Balaštík vertritt seit 1997 sein Heimatland bei internationalen Titelkämpfen. Seine erste Berufung erhielt er zur Europameisterschaft der U18-Junioren 1997. Zwei Jahre später nahm an der U20-Weltmeisterschaft teil, sowie 2003, 2006 und 2007 an den Weltmeisterschaften der Herren. Dabei gewann er mit der tschechischen Nationalmannschaft 2006 die Silbermedaille.

## Erfolge und Auszeichnungen
- 1999 Tschechischer Vizemeister mit dem HC Zlín
- 2004 Tschechischer Meister mit dem HC Zlín
- 2004 Bester Torschütze der Extraliga und der Play-offs
- 2005 Tschechischer Vizemeister mit dem HC Zlín
- 2005 Stürmer des Jahres und bester Torschütze der Extraliga
- 2006 Gewinn der Silbermedaille bei der Weltmeisterschaft
- 2008 Bester Torschütze der Extraliga
- 2013 Tschechischer Vizemeister mit dem HC Zlín
- 2014 Tschechischer Meister mit dem HC Zlín

## Karrierestatistik

### International
(Legende zur Spielerstatistik: Sp oder GP = absolvierte Spiele; T oder G = erzielte Tore; V oder A = erzielte Assists; Pkt oder Pts = erzielte Scorerpunkte; SM oder PIM = erhaltene Strafminuten; +/− = Plus/Minus-Bilanz; PP = erzielte Überzahltore; SH = erzielte Unterzahltore; GW = erzielte Siegtore; 1 Play-downs/Relegation; Kursiv: Statistik nicht vollständig)